# Ярошевич, Осип Бенедиктович
О́сип (Иосиф) Венеди́ктович Яроше́вич (пол. Józef Jaroszewicz; 22 января (2 февраля) 1793 — 1 (13) февраля 1860) — юрист, историк, этнограф; профессор литовско-польского права, дипломатии и статистики Виленского университета.

## Биография
Родился 22 января (2 февраля) 1793 года в Бельске. Высшее образование получил в Виленском университете, который окончил в 1815 году, со степенью магистра прав.
По окончании университета он был приглашён в Кременецкий лицей в качестве лектора по римскому и польско-литовскому праву.
В 1826 году Ярошевич напечатал в «Варшавском дневнике» своё первое произведение „O wpływie religii chrześcijańskiej na cywilizację Słowian“, которое обратило на себя внимание Виленского университета, пригласившего его в качестве профессора гражданского и уголовного польско-литовского права; 30 июня 1828 года он был назначен на кафедру дипломатии и статистики России. На этой кафедре он оставался вплоть до закрытия Виленского университета, последовавшего в 1831 году, после чего его назначили членом временного Виленского школьного комитета. На этом прекратилась его служебная деятельность, но преждевременное прекращение последней, вызванное внешними обстоятельствами, дало возможность Ярошевичу более серьезно заняться научно-историческими исследованиями правовой жизни польского и литовского народов.
Вскоре он вернулся в Бельск, где им и были написаны все главные труды. Многие из его произведений помещены в польских периодических изданиях: „Znicz“, „Biruta“, „Athenaeum“, „Biblioteka Warszawska“ и др., а также и в «Ежегодниках» Виленской археологической комиссии, членом которой он состоял.
Одной из самых значительных работ О. Б. Ярошевича стало сочинение под заглавием „Obraz Litwy pod względem jej oświaty i cywilizacji od czasów najdawniejszych do końca XVIII w.“ (Wilno, 1844—1845 гг., 3 тома). О ней сохранился следующий отзыв библиографа того времени:
«Это была работа, которая в своё время доставила автору действительную славу… Если принять во внимание время, когда писал Я[рошевич], и состояние источников, которыми он мог пользоваться, то трезвость и критичность его взглядов и убеждений просто приводят в удивление».
Ярошевич писал также историю иезуитов, а своему соседу, Владиславу Тренбицкому, охотно помогал в его библиографических работах, пользуясь заметками, обогащавшими его библиотеку.
Кроме перечисленных трудов, перу Ярошевичу принадлежат „O stanie Litwy do przyjęcia wiary chrześcijańskiej» «Źnicz“, 1834); „Litwa pod względem cywilizacji w trzech pierwszych jej chrześcijaństwa wiekach“ („Źnicz“, 1835); „O Herulach pobratymcach Litwinów“ (Wilno, 1840) и „О adwokatach w Polsze i Litwie“. «Энциклопедический словарь Брокгауза и Ефрона» отметил, что «все его работы показывают его глубокую эрудицию и замечательное трудолюбие».
Умер 1 (13) февраля 1860 года в Бельске.